# Gathorne Gathorne-Hardy
Gathorne Gathorne-Hardy, 1. hrabia Cranbrook GCSI (ur. 1 października 1814, zm. 30 października 1906) – brytyjski polityk, członek Partii Konserwatywnej, minister w rządach lorda Derby’ego, lorda Beaconsfielda i lorda Salisbury’ego.

## Życiorys
Był trzecim synem Johna Hardy’ego i Isabel Gathorne, córki Richarda Gathorne’a. Wykształcenie odebrał w Shrewsbury School oraz w Oriel College na Uniwersytecie Oksfordzkim. W 1838 r. poślubił Jane Orr i miał z nią czterech synów i pięć córek. W 1840 r. rozpoczął praktykę adwokacką w Inner Temple. W 1847 r. bez powodzenia startował w wyborach parlamentarnych w okręgu Bradford. Dopiero w 1856 r. uzyskał mandat parlamentarny z okręgu Leominster. Od 1865 r. reprezentował Oxford University.
Już w 1858 r. został podsekretarzem stanu w Ministerstwie Spraw Wewnętrznych i pozostał na tym stanowisku do upadku gabinetu w 1859 r. Kiedy Partia Konserwatywna powróciła do władzy w 1866 r. Hardy został przewodniczącym Rady Praw Ubogich. Został również członkiem Tajnej Rady. W latach 1867–1868 był ministrem spraw wewnętrznych. W okresie jego urzędowania doszło do powstania fenian w Irlandii.
Po powrocie konserwatystów do władzy w 1874 r. Hardy został ministrem wojny. W kwietniu 1878 r. otrzymał tytuł 1. wicehrabiego Cranbrook i zasiadł w Izbie Lordów. Został również przeniesiony na stanowisko ministra ds. Indii. W okresie jego urzędowania wybuchła II wojna brytyjsko-afgańska. Cranbrook pozostał na stanowisku ministra do 1880 r., kiedy gabinet podał się do dymisji. W 1885 r. został Lordem Przewodniczącym Rady. Na początku 1886 r. na krótko został ministrem wojny. W sierpniu otrzymał stanowisko Kanclerza Księstwa Lancaster. Następnie do 1892 r. ponownie był Lordem Przewodniczącym Rady.
W 1892 r. otrzymał tytuły 1. hrabiego Cranbrook i 1. barona Medway. W 1895 r. wycofał się z czynnego życia publicznego. Zmarł w 1906 r. Tytuł hrabiowski odziedziczył jego najstarszy syn, John. Młodszy syn 1. hrabiego, Alfred, był konserwatywnym deputowanym do Izby Gmin.